# Bowman (Georgie)
Bowman je město v Elbert County, v Georgii, ve Spojených státech amerických. V roce 2011 žilo ve městě 860 obyvatel.

## Demografie
Podle sčítání lidí v roce 2000 žilo ve městě 898 obyvatel, 377 domácností a 243 rodin. V roce 2011 žilo ve městě 403 mužů (46,9%), a 457 žen (53,1%). Průměrný věk obyvatele je 41 let.